# Quai Fernand-Crouan
Le quai Fernand-Crouan est une voie publique et un quai de la Loire  de Nantes, en France.

## Situation et accès
Situé sur l'Île de Nantes, le quai s'étend du pont Anne-de-Bretagne jusqu'au quai des Antilles, et borde ainsi le parc des Chantiers, aménagé sur le site des Chantiers Dubigeon. C'est pourquoi, il ne se présente pas intégralement sous la forme d'une qu'un quai « proprement dit », mais plutôt d'une succession de plages, de berges et de passerelles permettant notamment de traverser les anciennes cales de construction des chantiers.

## Origine du nom
Le quai porte le nom de l'armateur nantais Fernand Crouan (1845-1905).

## Historique
Après avoir porté le nom de « quai de l'Île Videment », il prend le nom de « quai Fernand-Crouan » en 1996 et une partie devient le quai François-Mitterrand.
L'aménagement du quai date du début des années 2000. Le parc fut ouvert au public en 2007 soit vingt ans après la fermeture des chantiers Dubigeon qui occupait depuis le début du XXe siècle.
Le 29 juillet 2019, la dépouille de Steve Maia Caniço est repêchée à cet endroit, près de la grue Titan jaune.